# El Pou de la neu del Mas Ferran
El Pou de la neu del Mas Ferran és una obra d'Aiguamúrcia (Alt Camp) inclosa a l'Inventari del Patrimoni Arquitectònic de Catalunya.

## Descripció
Estructura cilíndrica, de pedra seca, amb cúpula de pedra, coberta de terra. Diàmetre: 4,80 metres. Profunditat: 8,40 metres. L'obertura de càrrega al centre de la cúpula és rectangular, de 60x60 centímetres. A uns 3 metres al nord del forat, hi ha un bocí de paret, semicircular, de poca alçada, com si fos un paravent, que guaita damunt el vessant, bastant rost i no gaire llarg, del torrent de Gargantí, afluent a l'esquerra del riu Gaià. En avall del vessant, sota el paravent, hi ha la galeria horitzontal d'entrada. Fa pocs anys, la joventut del mas d'en Ferran va netejar el pou i hi va instal·lar una escala de fusta per baxar-hi.